# Hydrointegrator
Hydrointegrator, Integrator Wodny, Wodny Komputer Łukianowa (ros. Гидравлический интегратор) – wczesny komputer analogowy zbudowany w Związku Radzieckim w 1936 r. przez Władimira Łukjanowa. Działał poprzez staranne manipulowanie wodą przepływającą przez zestaw połączonych rur i pomp. Poziom wody w różnych komorach (z dokładnością do ułamków milimetra) reprezentował zapisane liczby, a szybkość przepływu między nimi odzwierciedlała operacje matematyczne. Maszyna ta była w stanie rozwiązać niejednorodne równania różniczkowe.

## Historia
Pierwsze wersje integratorów Łukjanowa były raczej eksperymentalne, zrobione z cynowych i szklanych rurek, a każdy integrator mógł zostać wykorzystany do rozwiązania tylko jednego problemu. W latach trzydziestych był to jedyny komputer w Związku Radzieckim do rozwiązywania równań różniczkowych cząstkowych.

W 1941 r. Łukjanow stworzył hydrauliczny integrator o modułowej konstrukcji, który umożliwił skonstruowanie maszyny do rozwiązywania wielorakich problemów. W kolejnych latach zaprojektowano dwu- i trójwymiarowe hydrointegratory.
W latach 1949–1955 w Instytucie Maszyn Liczących NIISchetmash opracowano integrator w postaci standardowej jednostki zunifikowanej. W 1955 r. fabryka maszyn liczących i analitycznych Ryazan rozpoczęła seryjną produkcję integratorów o fabrycznej marce „IGL” (ros. Integrator Gidrawliczeskij Łukianowa, pl. integrator układu hydraulicznego Łukianowa). Maszyny te były szeroko dystrybuowane w dawnym bloku wschodnim i dostarczane min. do Czechosłowacji, Polski, Bułgarii czy Chin.
Obecnie dwa takie urządzenia są w zasobach Muzeum Politechnicznego w Moskwie.

## Zastosowanie
Hydrointegrator zastosowano m.in.: podczas projektowania w latach czterdziestych kanału Karakum, przy pierwszej na świecie elektrowni wodnej z prefabrykowanego żelbetu wybudowanej w drugiej połowie lat sześćdziesiątych czy przy budowie linii głównej Bajkał – Amur w latach 70. XX wieku. Do modelowania na dużą skalę wodne komputery analogowe były używane w Związku Radzieckim jeszcze w latach osiemdziesiątych. W całej swojej historii były one wykorzystywane w geologii, przy budowie kopalń, w hutnictwie, do produkcji rakiet i innych dziedzinach.
W Polsce przynajmniej jeden hydrointegrator wykorzystywany był w krakowskiej AGH min. do określania warunków hydrogeologicznych czy badania procesów przesączania i filtracji wód gruntowych.

## Zasada działania
Władimir Łukjanow zauważył analogię między równaniami opisującymi wymianę ciepła a równaniami opisującymi przepływ cieczy. Hydrointegrator działanie swoje opierał właśnie na tej zależności – naczynia imitowały badane pojemności cieplne a system połączeń odzwierciedlał konkretne działania.
Konstruktor wykorzystał następujące analogie:
1. Poziom wody w naczyniach w cm odpowiadał różnicom temperatur warstw i powietrza w stopniach Celsjusza
2. Powierzchnie przekroju poprzecznego naczyń w cm² odpowiadały pojemności cieplnej warstw w kcal/stopień
3. Ilość wody w naczyniach w cm³ odpowiadała entalpii warstw w kcal
4. Opory hydrauliczne rurek, w min/cm łączących naczynia między sobą, odpowiadały oporności cieplnej warstw w stopniach * godz./kcal
5. Opór hydrauliczny w rurce wylotowej odpowiadał oporności cieplnej między powierzchnią ściany a powietrzem w stopniach * godz./kcal
6. Zużycie wody w cm³/min odpowiadało strumieniowi cieplnemu w kcal/godz.

Aby zatem opracować konkretny problem należało:
1. sporządzić schemat badanego procesu;
2. na tej podstawie określić wielkości i sposób łączenia naczyń oraz wybrać wartości oporu hydraulicznego rur;
3. obliczyć początkowe żądane wartości;
4. narysować wykres zmian zewnętrznych i warunków symulowanego procesu.

### Przykładowe obliczenia – chłodzenie wielowarstwowej ścianki płaskiej[8]
Każde z naczyń odzwierciedla pojemność cieplną jednej warstwy ściany, na jakie umownie podzielono badany mur. Naczynia napełnia się wodą do poziomu odpowiadającego temperaturze początkowej w każdej z warstw, po czym odkręca się zawory i woda zaczyna wypływać z naczyń. Zmiana poziomu wody w naczyniach jest analogiczna do zmiany temperatur w odpowiednich warstwach ścianki przy jej ochładzaniu.
Skala czasowa, czyli stosunek faktycznej długotrwałości procesu przekazywania ciepła w godzinach do długotrwałości procesu w hydrointegratorze w minutach równa się iloczynowi stosunku pojemności cieplnej do powierzchni przekroju naczynia i stosunku oporu cieplnego do oporu hydraulicznego.
Aby ustalić temperaturę (czyli poziom wody w naczyniach) w określonych momentach czasowych, hydrointegrator wyposażony był w specjalne urządzenie, które jednocześnie zamykało wszystkie zawory pomiędzy naczyniami. Po zamknięciu zaznaczało się na umieszczonym za rurkami papierze milimetrowym poziomy wody w naczyniach, następnie otwierało się zawory i powtarzało zgodnie z harmonogramem zmian warunków zewnętrznych symulowanego procesu. Otrzymana w efekcie krzywa stanowiła rozwiązanie równania.